# البلد (إب)
البلد هي إحدى قرى الجمهورية اليمنية. وهي تتبع جغرافيًا لمحافظة إب. وإداريًا لمديرية يريم. يبلغ تعداد سكانها 1678 نسمة حسب الإحصاء الذي جرى عام 2004.